# Julianca
Julianca is een monotypisch geslacht van mosdiertjes uit de  familie van de Buffonellidae en de orde Cheilostomatida. De wetenschappelijke naam van het geslacht is voor het eerst geldig gepubliceerd in 1989 door Gordon.

## Soort
- Julianca retia Gordon, 1989